# Lovrenc Barilić
Lovrenc (Lovro) Barilić (Barilich) (Trajštof, 7. kolovoza, 1865. –  Győrvár, 1. studenog, 1945.) hrvatski (gradišćanski) je svećenik, pisac i kulturni radnik.
Školovao se u Sambotelu i Juri. Za svećenika je zaređen 1890. godine u Juri. U gradu je bio duhovnik u sjemeništu i 1907. godine imenovan je papinim komornikom. Pomagao je uredniku Štefanu Pineziću kod uređivanja gradišćanskohrvatskog lista Naše novine. Ranije je sam uređivao ovaj list. Pridonio je širenju narodne svijesti gradišćanskih Hrvata.
Pisao je knjigu Hèrvatska Nedilja Lovretanska Popisana od Adolfa Mohl (1900.).

## Vanjske poveznice
- BARILIĆ, Lovro (Hrvatski biografski leksikon)